# Рехов
Рехов — важливе стародавнє місто бронзової та залізної діб, що розташовувалось у Йорданській долині (сучасний Ізраїль).